# Žarnov
Žarnov (in ungherese Zsarnó) è un comune della Slovacchia facente parte del distretto di Košice-okolie, nella regione di Košice.